# Jeep Jeepster
Der erste Jeepster war ein viersitziger offener Pkw des Automobilherstellers Willys-Overland. Der erste Jeepster wurde von 1948 bis 1951 angeboten.
Später wurde von Kaiser-Jeep unter der Automobilmarke Jeep ab 1966 das neue Modell Jeepster Commando C-101 verkauft. Der neue Eigentümer AMC produzierte ab 1972 den Jeep Commando C-104, ließ jedoch die Produktion 1973 auslaufen.

## VJ
Der erste Jeepster „VJ“ wurde von 1948 bis 1950 hergestellt. Willys-Overland, Eigentümer der Marke Jeep, glaubte nach dem Zweiten Weltkrieg, dass der Markt für den Jeep nach militärischem Muster auf Farmer und Waldbauern beschränkt wäre und produzierte daher Modelle wie den Jeep CJ, den Station Wagon und den Jeep Truck. Eine Lücke in der Modellpalette zwischen den Nutzfahrzeugen und den Personenwagen sollte der Jeepster mit Hinterradantrieb schließen, einem Vorläufer der heutigen Crossover-Modelle. Kritisiert wurde der von Brooks Stevens entworfene eckige Karosseriestil, der nicht den Publikumsgeschmack des anvisierten Marktsegmentes traf.
Der Verkauf des ersten Modells Jeepster VJ2 begann am 3. Mai 1948. Beim Fahrzeug handelt es sich um ein Cabriolet mit manuellem Stoffverdeck, wobei die Seitenscheiben aus Kunststoff gefertigt waren.
Auch spärliche Werbung vereitelte den Verkaufserfolg. Insgesamt wurden nur 19.132 Jeepster VJ gebaut – 10.326 Stück im Jahr 1948 zu einem Basispreis von 1.765 USD, 1949 nur 3.638 Stück und 5.836 Stück im Jahr 1950. Im letzten Verkaufsjahr 1951 wurden noch Restbestände des vorhergehenden Modelljahres zu einem Preis 1.426 US-Dollar (4 Zyl.) bzw. 1.529 US-Dollar (6 Zyl.) verkauft.
Der Jeepster VJ2 von 1948 wurde von einem Willys-Go-Devil-Motor L-134, einem seitengesteuerten Reihenvierzylinder mit 2199 cm3 (134,2 in3) mit 63 brutto SAE-PS bei 4000 min−1 und einem Carter-Vergaser, wie ihn auch der CJ hatte, angetrieben. Es gab ein manuelles synchronisiertes Dreiganggetriebe (auf Wunsch mit Overdrive). Alle Räder wurden mit Trommelbremsen gebremst. Die Querblattfeder an der Vorderachse stammte, ebenso wie die Hinterachse, vom Willys Station Wagon, die flachen hinteren Kotflügel und die Längsblattfedern hinten entsprachen denen des Jeep Truck.
Im Modelljahr 1949 kam zum bekannten 4-Zylinder der neue ebenfalls seitengesteuerte Reihensechszylindermotor Willys Lightning L-148 mit 2434 cm3 (148,5 in3) hinzu, welcher 72 SAE-PS mobilisierte. Die Modelnummer änderte sich auf VJ3.
1950 gab es eine Reihe von Veränderungen. Der flache Kühlergrill wurde durch eine Version in V-Form mit fünf horizontalen Stäben, die die vertikalen kreuzten, ersetzt. Bedingt durch neue Motoren im April 1950 wurde die Modellhierarchie angepasst: Aus dem VJ3-4 wurde das Modell 473VJ, welches den neuen Willys-Hurricane-Motor F-134 bekam und das Modell VJ3-6 wurde zum 673VJ, welches eine 2638 cm3 (161 in3) Version des Lightning-Sechszylinders hatte. Der F-134 hatte weiterhin die 2199 cm3 (134,2 in3) Hubraum aber jetzt mit 72 brutto SAE-PS bei 4000 min−1 und einer Verdichtung die von ehemals 6,48 : 1 auf nun 7,4 : 1 vergrößert wurde. Der neue 6-Zylinder-Reihenmotor leistete nun 75 SAE-PS bei ebenfalls 4000 min−1. Das Armaturenbrett erhielt eine neue zentrale Instrumenteneinheit, der zweite Scheibenwischer war beim 6-Zylinder Serie beim 4-Zylinder konnte dieser als Extra bestellt werden.
Das 1951 Modell war das gleiche wie das im April eingeführte Modelljahr. Es gab nur Änderungen am 6-Zylinder, welcher bei gleichbleibender Leistung nun nur noch eine Verdichtung 6,9 : 1 hatte. Für den Jeepster VJ war es das letzte Jahr.

### Motoren
- 1948–1950: 2,2 Liter – R4 – Willys-Go-Devil-Motor L134
- 1949–1950: 2,4 Liter – R6 – Willys-Lightning-Motor L148
- 1950–1951: 2,2 Liter – R4 – Willys-Hurricane-Motor F134
- 1950–1951: 2,6 Liter – R6 – Willys-Lightning-Motor L161

## C-101

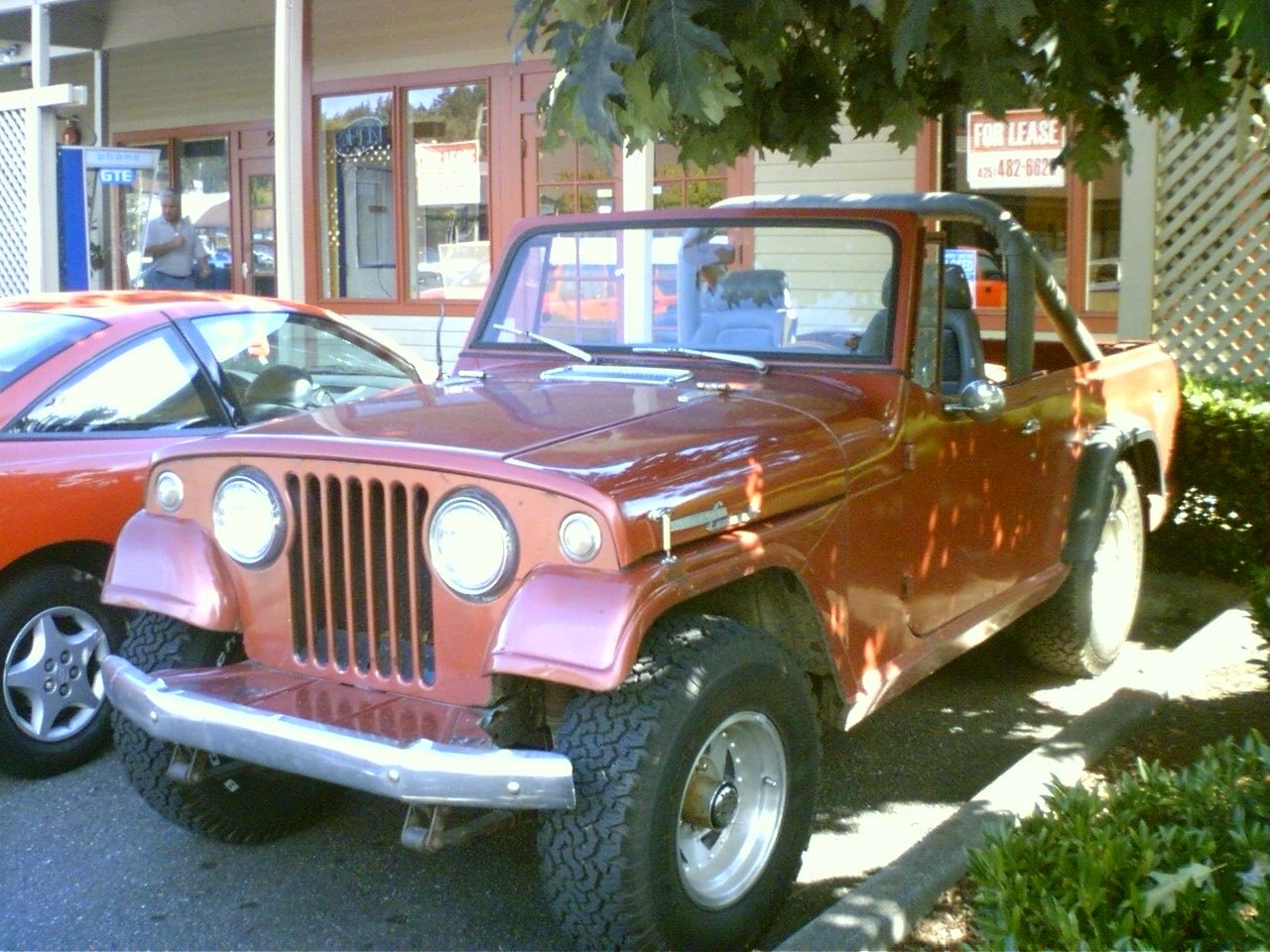
Jeepster (1971)

Der Jeepster lebte 1966 in Form des Jeepster Commando C-101 wieder auf. Der gegengesteuerte Vierzylinder-Reihenmotor Willys Hurricane – ein direkter Abkömmling der früheren Go-Devil-Motoren – und endlich ein Vierradantrieb wurden eingesetzt. Dieser Motor entwickelte 75 bhp (55 kW) bei 4.000/min. und ein Drehmoment von 154 Nm bei 2.000/min. Auf Wunsch gab es den 160 bhp (119 kW) starken Kaiser-Dauntless-Motor. Der V6 entwickelte ein Drehmoment von 318 Nm. Von 1966 bis 1971 wurden 57.350 Jeepster Commando C-101 verkauft.
Für den Jeepster Commando waren eine Reihe von Karosserievarianten lieferbar: ein Kombi, ein Cabriolet, einen Pickup und einen Roadster. Ein besonders bemerkenswertes Angebot war der Deluxe-Kombi mit hinteren Schiebefenstern und Vollausstattung. In einigen Fällen hatten die Fahrzeuge auch eine Zweifarblackierung. Der Hurst-Jeepster mit Modifikationen von Hurst Performance besaß einen speziellen Schalthebel, eine spezielle Lackierung und Tachometer auf der Motorhaube. Das Cabriolet gab es in drei Ausführungen: Revival Jeepster, Commando Cabriolet und ein offener Roadster ganz ohne Aufbau. Der Revival Jeepster war das Prunkstück im Programm: er hatte eine besonders luxuriöse Innenausstattung, ein elektrisches Verdeck und ein hinten angebrachtes, aufrecht stehendes Reserverad mit Abdeckung ("Continental Kit"). Das Commando Cabriolet hatte die gleiche Karosserie, aber nur die Grundausstattung.

### Motoren
- 1966–1971: 2,2 Liter – R4 – Willys-Hurricane-Motor F134, 75 bhp (55 kW) und 154 Nm
- 1966–1971: 3,7 Liter – V6 – Kaiser-Dauntless-Motor , 160 bhp (119 kW) und 318 Nm

## C-104

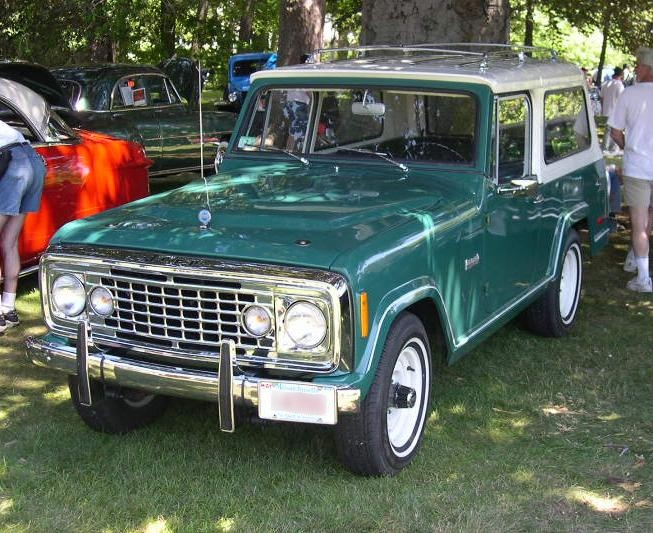
Modifizierter Jeep Commando C-104 (1972)

Nach dem Modelljahr 1971 ließ man den Namen Jeepster fallen, aber das Modell blieb noch zwei Jahre als Jeep Commando in Produktion. 1972 bekam der Wagen einen Kühlergrill über die gesamte Fahrzeugbreite. Der Commando war mit drei AMC-Motoren erhältlich, zwei Reihensechszylinder (3,8 l und 4,2 l) und einem V8 (5,0 l). 1972 und 1973 entstanden 20.233 Jeep Commando C-104.

### Varianten
- Cabrio
- Hardtop
- Pickup
- Mischformen und
- Spezialauf- und -anbauten auf Kundenwunsch

### Sonderausstattungen
Radio, Antenne, abschließbares Handschuhfach, Chromdachreling, Wegfahrsperre, Automatikgetriebe, 4,2 l und 5,0 l, Radkappen, Freilaufnaben, außenliegendes Ersatzrad. Viele Fahrzeuge wurden ohne Radkappen ausgeliefert.

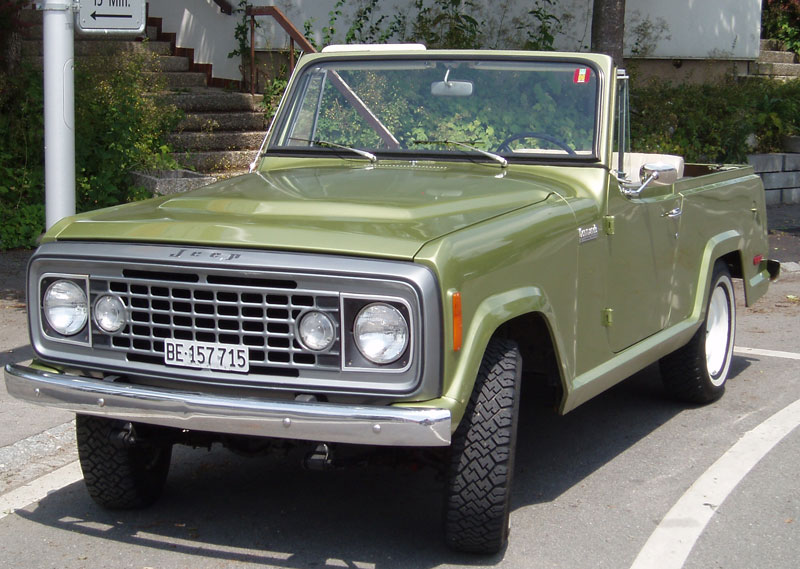
Originaler Jeep Commando C-104

Der C104, auch „Bullnose“ genannt, wurde gern für das harte Bahja-Rennen eingesetzt, bei dem er einige Rennen gewann. Der 6-Zylinder-Motor und das manuelle Getriebe gelten als sehr ausdauernd. Der im Vergleich zum CJ verlängerte Radstand, der hinter die Vorderachse versetzte Motor und die damit verbundene Frontmittelmotorauslegung ergaben ein insgesamt sehr ausgewogenes Fahrverhalten bei einem geringen Gewicht von 1150 kg. Die geringe Masse und der kleine Vergaser sorgen für einen niedrigen Verbrauch, 10 l Normalbenzin auf 100 km sind durchaus erreichbar. Die Motoren kommen mit unverbleitem Benzin und Ethanolzusätzen zurecht, da ab 1972 nur noch unverbleites Benzin, teilweise mit Ethanol gemischt, in den USA angeboten wurde und die meisten Hersteller von da an ihre Fahrzeuge mit entsprechenden Ventilsitzen ausgerüstet hatten.
Je nach Motorausführung und Hinterachsübersetzung erreicht der C104 eine Höchstgeschwindigkeit von 160–180 km/h. Die Fahrzeuge besitzen eine sehr gute Achsverschränkung und Bodenfreiheit, die „Floater-Federung“ erlaubt eine hohe Geschwindigkeit auf schlechten Wegen.
Heute hat sich eine weltweite Fangemeinde gebildet, viele „Bullnose“ werden noch täglich eingesetzt. Einige werden seit Jahrzehnten in Mud-Drag-Wettbewerben und beim Trialfahren eingesetzt. Aufgrund ihrer sprichwörtlichen Unverwüstlichkeit und dem hohen Komfort sind Oldtimer-Rallye-Raid eine Domäne dieser Fahrzeuge.

### Motoren
- 1971–1972: 3,8 Liter – R6 – AMC-Motor, 100 bhp und 250 Nm
- 1971–1972: 4,2 Liter – R6 – AMC-Motor
- 1971–1972: 5,0 Liter – V8 – AMC-Motor

### Antrieb
- Hinterradantrieb
- Zuschaltbarer 4-Rad-Antrieb
- Reduktionsgetriebe
- Manuelle Schaltung
- Automatisches 2-Gang-Getriebe für R6 und V8

### Basismotorisierung
| Typ:                         | 6-Zylinder-Reihenmotor               |
| Bohrung × Hub,               | 3,75" × 3,50"                        |
| Inhalt                       | 232 Kubikzoll                        |
| Kompression                  | 8,0:1                                |
| PS                           | 100 bei 3600/min                     |
| Drehmoment                   | 185 Nm bei 1800 min−1                |
| Motorenoptionen              | 258 Kubikzoll I-6, 304 Kubikzoll V8  |
| Chassis und Antriebstechnik: |                                      |
| Kupplung                     | einfach, trocken                     |
| Getriebe                     | 3-Gang, manuell                      |
| Option                       | Turbo 400                            |
| Getriebeübersetzungen        | 2,5:1, 1,5:1, 1,0:1, 2,1:1 rückwärts |
| Untersetzungsgetriebe        | Model 20, 2-Gang 2.03:1 Low 1:1 High |
| Aufhängung vorne             | Blattfedern                          |
| Aufhängung hinten            | Blattfedern                          |
| Achsübersetzung              | 3,73:1                               |
| Bremsen                      | 11"-Trommel / 11"-Trommel            |
| Weitere Angaben              |                                      |
| Radstand                     | 104"                                 |
| Höhe                         | 62,4"                                |
| Breite                       | 65,2"                                |
| Länge                        | 168,4"                               |
| Gewicht                      | 2.800 lb                             |
| Benzintank                   | 15 Gallonen                          |

### Passende Reifen
- 215/75/15
- HR 78-15 = 225/75R15
- LR 78-15 = 235/75R15
- HR 70-15 = 235/70R15
- 8 R15 LT = 28x8,50 R15 LT = 225/75R15
- 9 R15 LT = 30x9,50 R15 LT = 235/75R15